# Sakskøbing
Sakskøbing é um município da Dinamarca, localizado na região sul, no condado de Storstrom.
O município tem uma área de 176 km² e uma  população de 9 382 habitantes, segundo o censo de 2004.